# Anthony Rokia
Anthony Rokia (Douai, 3 december 1972) is een voormalig Frans wielrenner die in het verleden uitkwam voor onder meer Cofidis en Polti.

## Overwinningen
1996
- Criterium van Douai

2000
- 5e etappe Ruban Granitiers Bretons

## Resultaten in voornaamste wedstrijden
| Jaar | Ronde van Italië | Ronde van Frankrijk | Ronde van Spanje |
| ---- | ---------------- | ------------------- | ---------------- |
| 1995 |                  |                     |                  |
| 1998 |                  |                     | 104e             |
| 1999 |                  |                     | opgave           |

| Jaar | Gent-Wevelgem | Parijs-Roubaix |
| ---- | ------------- | -------------- |
| 1995 | 89e           |                |
| 1998 | 139e          | 32e            |
| 1999 | 109e          | 44e            |